# Arhopala asagiae
Arhopala asagiae är en fjärilsart som beskrevs av Hayashi 1978. Arhopala asagiae ingår i släktet Arhopala och familjen juvelvingar. Inga underarter finns listade i Catalogue of Life.